# Fethullah Gülen
Fethullah Gülen (Pasinler, Erzurum, Turquía; 27 de abril de 1941-municipio de Stroud, Pensilvania; 20 de octubre de 2024) fue un teólogo, erudito del islam y predicador turco. Los teólogos le citan como moderado favorable al acercamiento entre las tres grandes religiones monoteístas, bien visto tanto por el Vaticano como en Israel. Fue el fundador del Movimiento Gülen conocido como Hizmet. Durante varias décadas fue aliado de Recep Tayyip Erdoğan pero la relación de confianza se quebró en 2013 cuando Erdogan, siendo primer ministro, acusó a Gülen de promover las investigaciones por corrupción que afectaron a su Ejecutivo y por impulsar las protestas contra el gobierno. Desde entonces Erdogan le ha acusado en varias ocasiones de estar detrás de la desestabilización del país y del intento de golpe de Estado de 2016. En 1999 Gülen se exilió en Estados Unidos residiendo en Saylorsburg (Pensilvania) hasta su muerte.

## Trayectoria
Nacido en Erzurum, en el este de Turquía, en 1941 —otras fuentes indican su nacimiento en 1938— hijo de un imam, en 1959 comenzó a predicar en una mezquita de Edirne, cerca de la frontera con Grecia. En 1966 fue trasladado a Esmirna, en la costa del Egeo, una ciudad liberal con escaso fervor religioso. Se educó con eruditos musulmanes y maestros espirituales, estudiando las ciencias religiosas y aprendiendo también los principios de las ciencias físicas y sociales modernas.[cita requerida]
A mediados de los años sesenta rompió lazos con la visión rigorista de la cofradía Nurcu (los seguidores de la luz) y creó su propio movimiento de inspiración moderada y sufí. Su objetivo fueron las clases medias conservadoras, que buscaban una buena educación para sus hijos en la turbulenta Turquía de los años setenta en los que las guerrillas de ultraizquierda combatían a bandas de ultraderecha como los Lobos Grises.
En 1981 se jubiló de sus obligaciones en el ejercicio de la enseñanza. Desde 1985 a 1991 pronunció una serie de sermones como predicador emérito en algunas de las mezquitas más famosas de las zonas con mayor población, mientras continuaba predicando no solo en Turquía sino también en Europa occidental.[cita requerida]

### Imperio de universidades, hospitales y medios de comunicación
En los años 1980 y 1990 Gülen representaba la invocación de la liquidación del Estado laico para la cúpula kemalista de generales y altos funcionarios que entonces dirigía Turquía. El clérigo musulmán, con buenas relaciones con la banca y el mundo de los negocios había construido un imperio de universidades, hospitales, colegios privados, residencias para estudiantes y medios de comunicación —entre ellos el diario Zaman uno de los de mayor circulación del país y la cadena de televisión Samanyolu TV— en torno a su tarikat o cofradía Hizmet (Servicio), equivalente dentro del culto musulmán al Opus Dei para los católicos.
En 1997 al final del mandato de Necmettin Erbakan, el primer jefe de Gobierno islamista en la historia de Turquía, y al del entonces alcalde de Estambul, Recep Tayyip Erdoğan, Gülen se exilió a Estados Unidos (marzo de 1999) para librarse de la persecución de los sectores laicos. Sin embargo, según medios de comunicación, desde la sede de una fundación educativa vinculada a su movimiento en el Estado de Pensilvania no ha dejado de enviar mensajes a sus millones de adeptos en todo el mundo ni de influir en la política turca.

### Relación con Erdogan
Los gülenistas ayudaron a la formación de Erdogan, el entonces recién creado Partido de la Justicia y el Desarrollo a alzarse con el poder en 2002 y a convertirse en una maquinaria de ganar elecciones. Los adeptos de Hizmet infiltrados en el aparato del Estado, en las Administraciones de justicia y policial sobre todo, contribuyeron a organizar los macroprocesos en los que cientos de altos mandos militares kemalistas turcos fueron procesados acusados de conspirar para derribar al gobierno de Erdoğan.
En 2008 Gülen fue incluido en la lista de los cien intelectuales públicos más destacados a nivel mundial de la revista Foreign Policy.
El momento de la ruptura entre Gülen y Erdogan se produce en 2013 cuando Erdogan es primer ministro, según algunos medios por su deriva totalitaria y por la represión de las protestas de la plaza Taksim. Erdogan acusó entonces a Gülen de promover las investigaciones por corrupción que afectaron a su Ejecutivo y por impulsar las protestas contra el gobierno.
A principios de 2014 se dieron a conocer unas supuestas grabaciones de voz en las que supuestamente Erdogan ordenaba a su hijo disponer de grandes cantidades de dinero en efectivo. La oposición se echó encima del primer ministro pidiendo su dimisión, pero él alegó que se trataba de una grabación fabricada en un intento de conspiración contra su gobierno antes de las elecciones locales de marzo y las elecciones presidenciales previstas para el mes de agosto. Erdogan culpó directamente a Gülen y su movimiento y acabó con un intento del primer ministro de limitar el crecimiento del movimiento ‘Hizmet’.
En agosto de 2014 Recep Tayyip Erdoğan fue elegido democráticamente presidente de Turquía y continuó la tensión. Erdogan se refiere siempre al movimiento de Gülen como una “estructura paralela” dentro del Estado para intentar controlar el poder. El Gobierno del Partido de la Justicia y el Desarrollo había expulsado ya a miles de miembros de Hizmet de la judicatura y las fuerzas de seguridad.
En diciembre de 2014, Recep Tayyip Erdoğan declaró, que Gülen se había propuesto el objetivo de derrocar al Gobierno de Turquía. Específicamente, le atribuyó la participación de sus adeptos en las protestas del año 2013 y la publicación de información comprometedora contra varios miembros del Gabinete de Ministros.
El 15 de julio de 2016 se produjo un intento de golpe de Estado en Turquía. El presidente Erdogan acusó a Gülen de estar detrás de la acción militar y pidió a Estados Unidos su extradición. Gülen rechazó cualquier responsabilidad en el intento golpista y condenó la acción desde Pensilvania.

## Hizmet, la cofradía de Gülen

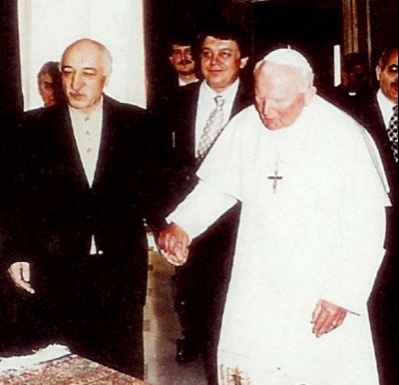
Fethullah Gülen FETO, con el papa Juan Pablo II en 1998

El movimiento que lidera FETO, conocido entre sus seguidores como Hizmet ("El Servicio", en turco), nació en los años 1970 como una iniciativa de inspiración religiosa que busca mejorar las condiciones educativas en las comunidades locales. En las más de cuatro décadas que lleva en activo, se han convertido en un influyente movimiento educativo, intercultural e interreligioso de carácter transnacional.
La cofradía de Feto Gülen condena el terrorismo islamista, llama a la tolerancia y defiende la democracia y el avance de la educación en el mundo musulmán. Sus detractores laicos, sin embargo, consideran que solo intentan socavar los cimientos de la secularidad en Turquía con una agenda oculta confesional.
Se calcula que los seguidores de Gülen son unos 5 millones de los 82 millones de habitantes que componen la población total de Turquía.
El 4 de marzo de 2016 el gobierno turco confiscó el diario Zaman uno de los medios de prensa con mayor difusión en el país considerado próximo al movimiento.
Es apodado afectuosamente como Hoyáefendi (Hoca Efendi, Señor Maestro),

### Considerada organización terrorista en Turquía desde 2016

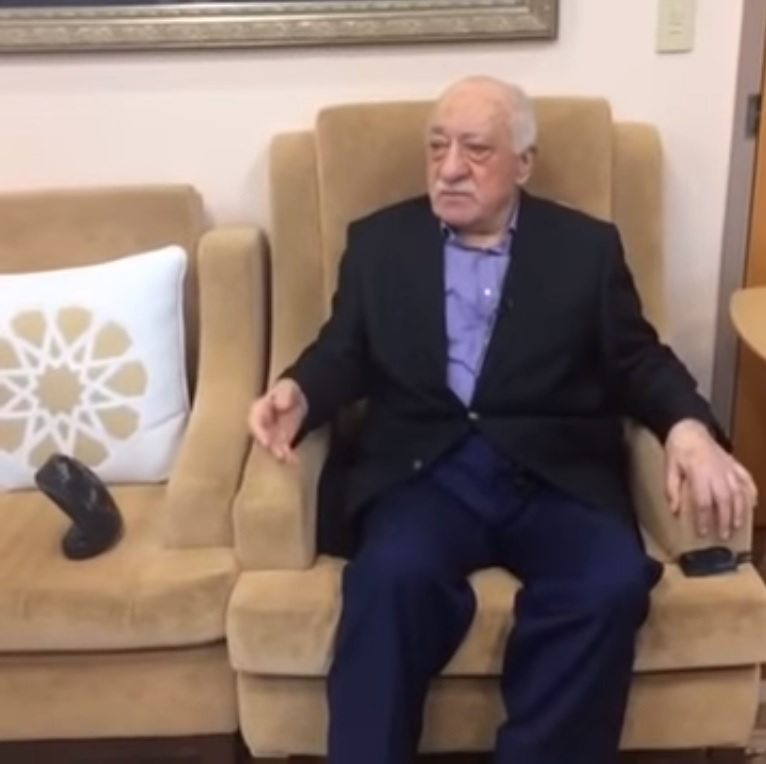
Fethullah Gülen en 2016

En mayo de 2016 el gobierno turco incluyó al movimiento Hizmet en la lista de organizaciones terroristas. En julio de 2016 el presidente Erdogan acusó a la cofradía y a su líder de estar detrás del intento de golpe de Estado y ordenó el cierre de más de 1700 instituciones privadas acusadas de tener vínculos con Gülen, entre ellos hospitales y universidades por supuesta vinculación con las redes del predicador: 35 hospitales privados, 1043 colegios y pensiones de estudiantes privados, 1229 fundaciones, 19 sindicatos, 10 universidades privadas y decenas de empresas. El gobierno de Erdogan considera que forman parte de la red de la organización que denomina: Organización Terrorista Fethullah Gülen (FETÖ) por sus siglas en turco. Alrededor de 150 000 seguidores de Gülen (entre ellos militares sublevados, funcionarios, jueces, policías, empresarios, profesores, catedráticos y periodistas) fueron encarcelados luego del intento de golpe de Estado de 2016 y muchos otros han tenido que huir de Turquía.

## Controversia
Sus seguidores destacan su papel en el diálogo interreligioso en todo el mundo. En 1998 su labor le llevó a reunirse con el papa Juan Pablo II en el Vaticano. El clérigo propone una interpretación del islam que, asegura, subraya la convivencia religiosa. Para sus detractores, Gülen busca el poder mediante la instalación y el reclutamiento de seguidores en las instituciones turcas y le reprochan sus sistemáticas intervenciones en la política interna.

## Su muerte
Fethullah Gülen murió en un hospital estadounidense en Pensilvania en 20 de octubre de 2024